# Луций Папий Пакациан
Луций Папий Пакациан (на латински: Lucius Papius Pacatianus) е политик на Римската империя през 4 век и служи по времето на Домиций Александър, Константин I Велики и Констант.

## Биография
Произлиза от фамилията Папии.
От 308 до 309 г. той е vir perfectissumus praeses в Сардиния при узурпатора Домиций Александър. През 319 г. е викарий в Британия. През 332 г. Пакациан е консул заедно с Мецилий Хилариан.